# Fritz Feierabend
Fritz Feierabend (Engelberg, 29 giugno 1908 – Stans, 25 novembre 1978) è stato un bobbista svizzero.

## Biografia
Ai IV Giochi olimpici invernali (edizione disputatasi nel 1936 a Garmisch-Partenkirchen, Germania) vinse la medaglia d'argento nel Bob a 2 con il connazionale Joseph Beerli, il tempo totalizzato fu di 5:30,64. Nella stessa edizione vinse anche l'argento nel bob a quattro, con Reto Capadrutt, Hans Aichele e Hans Bütikofer con un tempo di 5:22.73, poco inferiore a quello dei terzi classificati, i britannici con 5:23.41. Alcune edizioni dopo, ai V Giochi olimpici invernali vinse la sua terza medaglia d'argento nel Bob a due con Paul Eberhard con un tempo di 5:30,4. Nella seguente VI edizione vinse due medaglie di bronzo, nel bob a due e a quattro insieme a Albert Madörin, André Filippini e Stephan Waser.
Oltre alle medaglie olimpiche conquistò diverse medaglie ai campionati mondiali:
- 1939, medaglia d'oro nel bob a quattro con Joseph Beerli, Heinz Cattani e Alphonse Hörning,
- 1947, medaglia d'oro nel bob a due con Stephan Waser e oro nel bob a quattro
- 1950, medaglia d'oro nel bob a due
- 1954, medaglia d'oro nel bob a quattro
- 1955, medaglia d'oro nel bob a due